# بحيرة فرانا
بحيرة فرانا (بالكرواتية: Vransko jezero)، هي أكبر بحيرة في كرواتيا، وتقع في دالماسيا.